# Чешуйчатка углелюбивая
Чешу́йчатка (или фолио́та) углелюби́вая (лат. Pholiota highlandensis) — гриб семейства Строфариевые (Strophariaceae).
Научные синонимы:
- Agaricus highlandensis Peck, 1872 basionym
- Agaricus carbonarius Fr., 1818
- Gymnopilus highlandensis (Peck) Murrill, 1917
- Gymnopilus carbonarius (Fr.) Murrill, 1912
- Pholiota carbonaria (Fr.) Singer, 1951
- Pholiota luteobadia A.H.Sm. & Hesler, 1968 и др.

Русские синонимы:
- Чешуйчатка (фолиота) высокого́рная
- Чешуйчатка га́ревая
- Огнёвка углелюбивая

## Описание

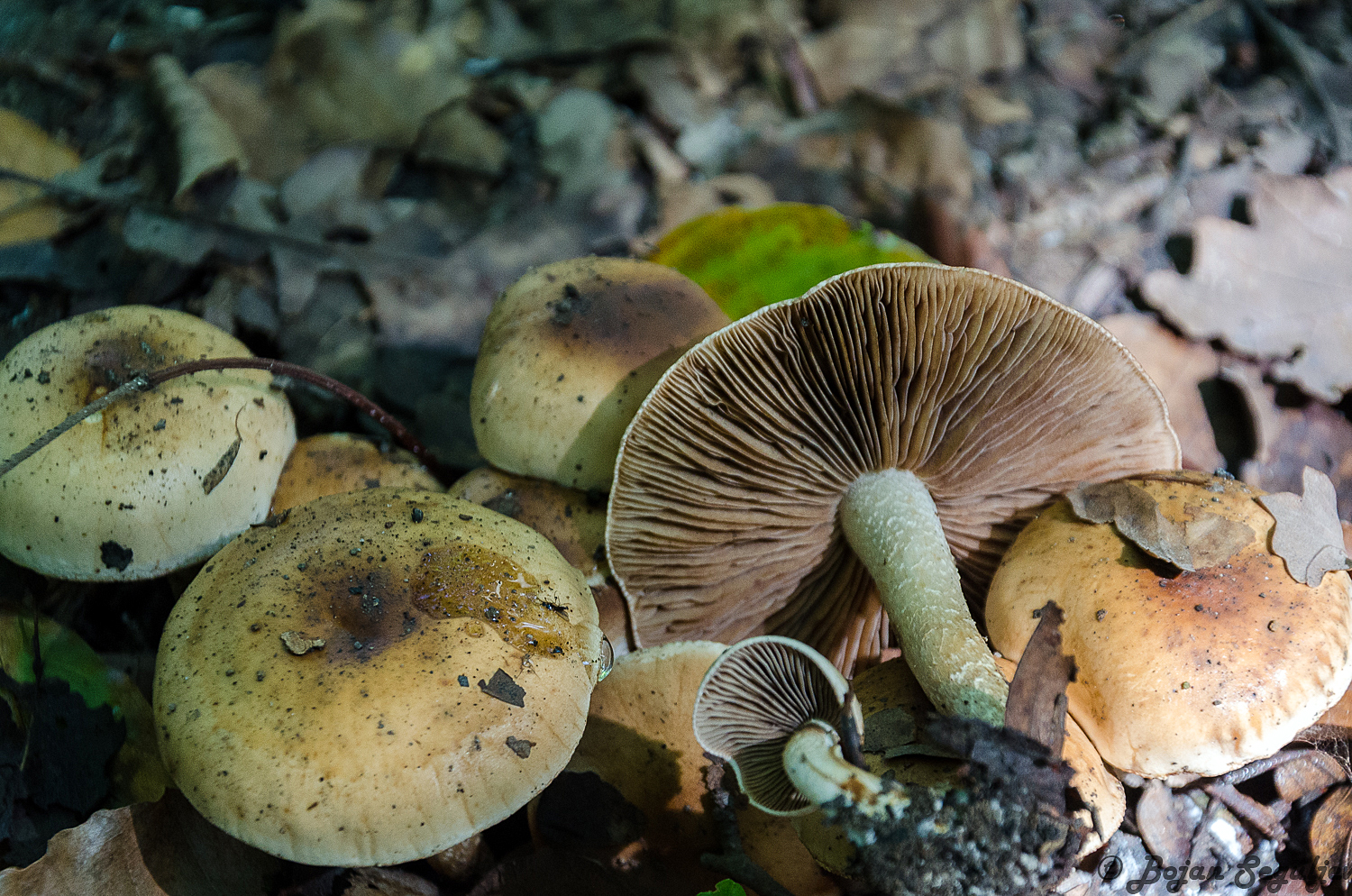

Шляпка диаметром 2—6 (до 10) см, выпуклая, затем выпукло-распростёртая с широким усечённым бугорком. Кожица оранжево-коричневая или охряно-коричневая со светлым желтоватым ободком по краю, слегка клейкая, блестящая, с мелкими радиальными волокнистыми чешуйками.
Мякоть тонкая, желтовато-коричневая, запах не выражен или слабый, неприятный.
Пластинки узкоприросшие, относительно частые, молодые — светлые, желтовато-зелёные, позже оливково-коричневые, глинистого цвета.
Ножка высотой 3—6 см, диаметром 0,4—0,8 см, цилиндрическая, с небольшим утолщением в основании. Сверху она светлая желтоватая, в нижней части до тёмно-бурой, покрыта мелкими красно-коричневыми чешуйками.
Остатки покрывал: на ножке волокнистая буроватая кольцевая зона, быстро исчезает; волокнистые хлопья заметны у молодых грибов на краю шляпки.
Споровый порошок коричневый, споры 7×4,5 мкм, эллипсоидные, с порой.

## Экология и распространение
Карбофильный гриб, растёт группами на заброшенных кострищах на открытых освещённых местах. Встречается относительно часто в северной умеренной зоне. Плодоносит группами.
Сезон: июнь — начало зимы, может встречаться почти весь год. Основные слои плодоношения наблюдаются в конце июня — начале июля, в середине августа и в начале сентября.

## Употребление
Обычно считается несъедобным из-за практического отсутствия какой-либо кулинарной ценности, но может употребляться как условно съедобный (после отваривания) во вторых блюдах и для маринования.